# 118 Peitho
118 Peitho (in italiano 118 Peito) è un piccolo asteroide della Fascia principale. È probabilmente un comune asteroide di tipo S iridescente.
Peitho fu scoperto il 15 marzo 1872 da Karl Theodor Robert Luther dall'Osservatorio di Düsseldorf (situato nel distretto urbano di Bilk) in Germania, di cui era direttore dal 1851. Fu battezzato così in onore di una delle due figure mitologiche greche di nome Peito.
Sono state osservate finora due occultazioni di piccole stelle da parte di Peitho, una nel 2000 e la successiva nel 2003.
Deve il suo nome a Peito, la personificazione della persuasione nella mitologia greca.